# Волерон Публилий Филон
Волерон Публилий Филон (лат. Volero Publilius Philo; V—IV века до н. э.) — римский политический деятель из плебейского рода Публилиев, один из шести военных трибунов с консульской властью 399 года до н. э. Во время его трибуната римляне разбили капенцев и фалисков, пришедших на помощь Вейям.
В историографии остаётся нерешённым вопрос о том, существовал ли Волерон Публилий в действительности или был выдуман античными историками, как и его коллеги.